# Русские напевы
«Русские напевы» — советский музыкальный рисованный мультипликационный фильм 1972 года студии «Союзмультфильм».
Режиссёр Инесса Ковалевская разработала новую тему: экранизация народных песен и шедевров мировой музыкальной классики. Так появились «Русские напевы» (1972), «Детский альбом» (1976), «Кострома» (1989) и другие мультфильмы.

## Сюжет
Экранизация трёх русских народных песен:
- Во деревне то было в Ольховке (припев: Лапти, да лапти, да лапти мои…)
- Вдоль по улице метелица метёт
- Ой, вставала я ранёшенько (припев: Калинка, малинка)

## Создатели
- Автор сценария — Ирина Крякова
- Режиссёр — Инесса Ковалевская
- Художники-постановщики: Виталий Бобров, А. Яралов
- Композитор — Игорь Якушенко
- Художники-мультипликаторы: Рената Миренкова, Эльвира Маслова, Ольга Орлова, Олег Сафронов, Леонид Каюков, Александр Давыдов, Владимир Арбеков, Иван Давыдов
- Оператор — Борис Котов
- Звукооператор — Владимир Кутузов
- Монтажёр — Изабелла Герасимова
- Редактор — Аркадий Снесарев
- Ассистенты: Н. Сумарокова, Нина Николаева, Майя Попова
- Поют: Валентина Толкунова, Анатолий Горохов, А. Тихонова
- Директор картины — Фёдор Иванов